# Coby Miller
Coby Miller (Ackerman, 19 oktober 1976) is een Amerikaanse sprinter. Zijn beste prestatie is het winnen van een zilveren medaille op de Olympische Spelen op het onderdeel 4 x 100 m estafette.
Achtereenvolgens studeerde hij aan de Louisville (1995), Meridian CC (1997), Auburn (2000). In Auburn raakte hij in aanraking met atletiek, maar daarvoor deed hij een rugby wegens het gebrek aan een atletiekgroep op zijn school.
Zijn eerste succes behaalde hij in 1999 met het winnen van een gouden medaille op de Universiade. Hij versloeg met 20,32 seconden in Palma de Mallorca de Nederlander Patrick van Balkom (20,57 s) en de Griek Christos Magos. Een jaar later werd hij op de Olympische Spelen van Sydney zevende op de 200 m in 20,35 seconden.
In 2004 beleefde hij een sterk jaar. Op de Amerikaanse Olympische selectiewedstrijden werd hij vierde op de 100 m. Op de Olympische Spelen van Athene in 2004 maakte hij onderdeel uit van de 4 x 100 mestafetteploeg met zijn teamgenoten Shawn Crawford, Justin Gatlin en Maurice Greene. De Amerikaanse ploeg won met 38,08 s een zilveren medaille achter de Britse ploeg (goud) en voor Nigeriaanse ploeg (brons). Op de Nacht van de Atletiek in Heusden-Zolder toonde hij zijn overwicht op de 100 m door Churandy Martina van de Nederlandse Antillen en de Australiër Patrick Johnson achter zich te laten.

## Titels
- Amerikaans kampioen 200 m (indoor) - 2001
- NCAA kampioen (indoor) 200 m - 2000

## Persoonlijke records
| Onderdeel | Prestatie | Datum           | Plaats |
| --------- | --------- | --------------- | ------ |
| 100 m     | 9,95 s    | 12 oktober 2003 | Abuja  |
| 200 m     | 20,25 s   | 10 juni 2002    | Athene |

## Palmares

### 100 meter
Kampioenschappen
- 2000: 4e Grand Prix Finale - 10,52 s
- 2002: 6e Grand Prix Finale - 10,21 s

Golden League-podiumplekken
- 2002:  ISTAF – 10,07 s
- 2002:  Weltklasse Zürich – 10,00 s

### 200 meter
Kampioenschappen
- 1999:  Universiade - 20,32 s
- 2000: 7e OS - 20,35 s

Golden League-podiumplek
- 2002:  Memorial Van Damme

### Estafette 4 x 100 m
- 2004:  OS - 38,03 s